# Casebook: Jack the Ripper
Casebook: Jack the Ripper es un sitio web en inglés relacionado con el misterio histórico de Jack el Destripador, quien cometió varios asesinatos de mujeres en 1888 (y posiblemente algunos años después) en el área de Londres (Inglaterra) conocida como Whitechapel.
El citado sitio web fue iniciado en enero de 1996. Allí están  recopilados más de dos mil partes de prensa, contemporáneos con los hechos o posteriores, así como análisis de características y rasgos de las víctimas; referencias a libros y a películas vinculados con este caso, bibliografía y declaraciones de agentes policiales involucrados con este asunto , inclusive  un foro de debate.
Este sitio continúa activo hoy día bajo la dirección de su fundador, Stephen P. Ryder y debido a la calidad de la información allí ofrecida,  así como por la seriedad de los análisis presentados, sin duda esa es una importante fuente de información para quienes se interesan en este tema.